# Římskokatolická farnost Dohalice
Římskokatolická farnost Dohalice (také jako Dohaličky, lat. Dohaliczkensis parochia) je územním společenstvím římských katolíků v rámci královéhradeckého vikariátu diecéze královéhradecké.

## Historie
Plebánie je v Dohaličkách zmiňovaná již k roku 1354, původní kostel svatého Jana Křtitele je mezi farními uváděn v roce 1384 a 1414. Po husitských válkách farnost zanikla a ves byla přifařena ke kostelu svatého Jiří v Hněvčevsi. K obnovení farnosti došlo na počátku roku 1736, od té doby jsou vedeny matriční knihy. Nedlouho po obnovení farnosti, na počátku 40. let 18. století, byl původní gotický kostel, z nějž zbyla jen krypta, náhrobníky a zvony, nahrazen barokní novostavbou, která se však zřítila v roce 1888. Stávající kostel, postavený v letech 1894–1896 podle projektu Ludvíka Láblera v novogotických formách, je tedy v pořadí třetím farním kostelem.

### 21. století
Římskokatolická farnost Dohalice byla jako právnická osoba církve evidovaná  k 1. červenci 1994. 1. ledna 2006 se stala právním nástupcem dříve samostatných farností Hněvčeves a Stračov, které s ní byly sloučeny v rámci reformy církevní správy. Farnost je spravovaná excurrendo z farnosti Nechanice, jejím administrátorem je od roku 2007 P. Mgr. Marián Benko.
| Fotografie | Kostel                         | Místo                  | Bohoslužba             | Bohoslužba             | Poznámka        |
| ---------- | ------------------------------ | ---------------------- | ---------------------- | ---------------------- | --------------- |
|            | Kaple Zvěstování Panny Marie   | Cerekvice nad Bystřicí | neslouží se pravidelně | neslouží se pravidelně | zámecká kaple   |
|            | Kostel svatého Jana Křtitele   | Dohalice               | sudá neděle pátek      | 08.00 18.00 (18.30)    | farní kostel    |
|            | Kostel svatého Jiří            | Hněvčeves              | sudá sobota            | 15.00                  | filiální kostel |
|            | Kostel svatého Jakuba Staršího | Stračov                | lichá neděle čtvrtek   | 09.15 16.00 (17.00)    | filiální kostel |